# Сфарча (Долж)
Сфарча (рум. Sfârcea) насеље је у Румунији у округу Долж у општини Бралоштица. Oпштина се налази на надморској висини од 95 m.

## Становништво
Према подацима из 2002. године у насељу је живело 1112 становника, од којих су сви румунске националности.